# The Social Leper
The Social Leper è un film muto del 1917 diretto da Harley Knoles e interpretato da Carlyle Blackwell, Arthur Ashley, June Elvidge, George MacQuarrie, Evelyn Greeley.

## Trama
Una chiaroveggente avvisa Adrienne Van Couver, una donna divorziata, del pericolo che la sovrasta a causa di Robert Warren, un suo ammiratore. L'ex marito di Adrienne, John Dean, incontra Warren, suo vecchio amico al quale racconta la storia del suo matrimonio e di come la moglie, con la sua fatuità, ha causato la morte del loro unico figlio. Dopo l'inevitabile divorzio, Adrienne ha cercato di dividere l'ex marito dalla sua nuova fiamma, Lorraine Barkley. A causa delle sue manovre, Lorraine lo aveva lasciato, cercando consolazione tra le braccia di Henry Armstrong, un avvocato. Venendo a sapere del tradimento di Adrienne che ha cercato di sedurre nuovamente l'ex marito, Warren si infuria e la predizione della chiaroveggente si dimostra veritiera: furioso, l'uomo aggredisce Adrienne avventandosi su di lei fino a strangolarla a morte. Poi fugge. Sul posto giunge Dean che viene arrestato per l'omicidio. Credendo nell'innocenza di Dean, Lorraine chiede ad Armstrong di difenderlo. L'avvocato riesce a rintracciare Warren in un albergo dove, ubriaco, l'uomo confessa il delitto. Venuta a sapere la verità, Lorraine considera di nuovo la sua relazione con Dean e, questa volta, accetta la sua proposta di matrimonio.

## Produzione
Il film fu prodotto dalla Peerless Productions e dalla World Film.

## Distribuzione
Il copyright del film, richiesto dalla World Film Corp., fu registrato il 9 marzo 1917 con il numero LU10399.
Distribuito dalla World Film e presentato da William A. Brady, il film uscì nelle sale cinematografiche statunitensi il 19 marzo 1917. Non si conoscono copie ancora esistenti della pellicola che viene considerata presumibilmente perduta.